# Zuzana Rehák-Štefečeková
Zuzana Rehák-Štefečeková, född 15 januari 1984 i Nitra, är en slovakisk sportskytt.
Hon blev olympisk silvermedaljör i trap vid sommarspelen 2008 i Peking och vid sommarspelen 2012 i London.